# Polypedates colletti
Polypedates colletti é uma espécie de anfíbio da família Rhacophoridae.
Pode ser encontrada nos seguintes países: Indonésia, Malásia, Tailândia e possivelmente em Brunei.
Os seus habitats naturais são: florestas subtropicais ou tropicais húmidas de baixa altitude, pântanos subtropicais ou tropicais, marismas de água doce e marismas intermitentes de água doce.
Está ameaçada por perda de habitat.